# Tolomé
Tolomé es una población del estado mexicano de Veracruz de Ignacio de la Llave y del municipio de Paso de Ovejas, localizado en la región central del estado.Su fiesta patronal es el 31 de mayo.

## Localización y demografía
Tolomé se encuentra localizada en las coordenadas geográficas 19°16′00″N 96°23′41″O / 19.26667, -96.39472 y a una altitud de 20 metros sobre el nivel del mar, se encuentra a 4 kilómetros al sureste de la cabecera municipal, Paso de Ovejas, y a 35 kilómetros al noroeste del puerto de Veracruz, comunicación con ambas poblaciones se da por la Carretera Federal 180 que en su tramo libre cruza por el centro de la población, además se comunica con la ciudad de Cardel mediante una carretera estatal, estando separadas por una distancia de 20 kilómetros hacia el norte.
De acuerdo al Censo de Población y Vivienda de 2010 realizado por el Instituto Nacional de Estadística y Geografía, la población total de Tolomé es de 2 715 habitantes de los que 1 321 son hombres y 1 394 son mujeres.

## Historia
En la población tuvo lugar la Batalla de Tolomé el 3 de marzo de 1832, en la que se enfrentaron las tropas al mando de Antonio López de Santa Anna sublevadas a favor del Plan de Veracruz en contra del entonces presidente Anastasio Bustamante, y las fuerzas fieles a éste, comandadas por José María Calderón; en ella, Santa Anna fue ampliamente derrotado debido a que cayó en la trampa estratégica planteada por Calderón que recibió el apoyo de tropas de José Antonio Facio, logrando sobrevivir solo 14 de los cerca de 2 000 soldados comandados por Santa Anna.